# Fils de la révolution américaine

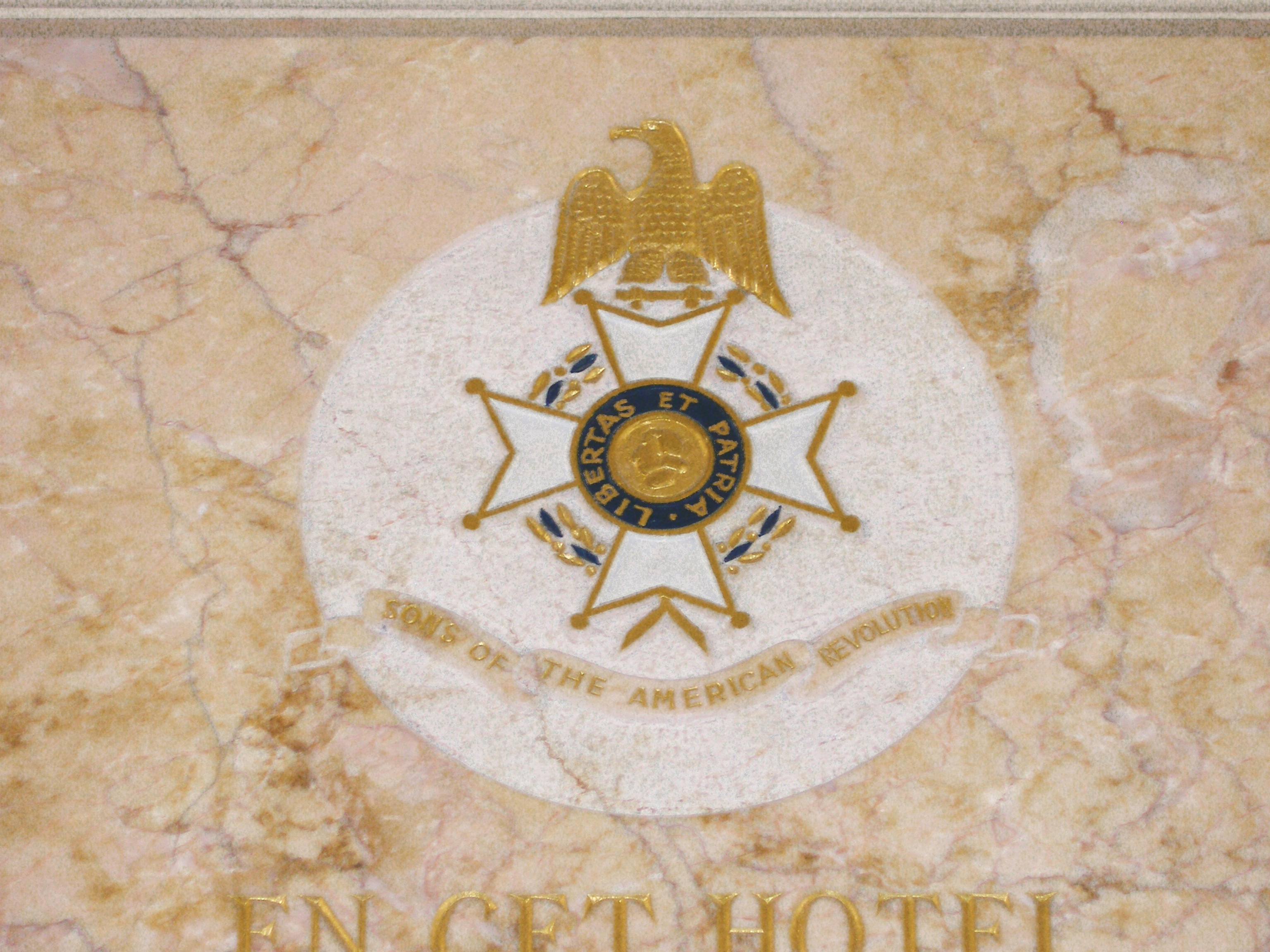
Emblème des SAR.

La National Society of the Sons of the American Revolution (SAR) (Société nationale des Fils de la révolution américaine) est une société américaine à but non lucratif, réservée aux hommes dont la lignée  généalogique respecte des critères précis. L'organisation patriote (association sans but lucratif) est basée à Louisville aux États-Unis et a pour but de préserver les libertés institutionnelles du pays, de respecter les symboles nationaux, les valeurs des citoyens et la devise unitaire Un peuple, une nation.
L'organisation accueille environ 26 000 membres aux États-Unis dans l'ensemble des États mais aussi au Canada, en France, en Allemagne et au Royaume-Uni. 

## Éligibilité
Pour accéder à l'organisation, il faut être un homme de plus de 18 ans avec une bonne réputation et pouvoir prouver qu'un de ses ancêtres en lignée directe a participé à l'indépendance des États-Unis en tant que :
- signataire de la déclaration d'indépendance ;
- vétéran militaire lors de la guerre d'Indépendance ;
- employé civil du gouvernement américain pendant cette période ;
- membre du congrès continental ou d'assemblées d'état ;
- signataire du serment d'allégeance ;
- participants au Boston Tea Party ;
- prisonnier de guerre, réfugiés et défenseurs d'un fort, docteur et infirmière ayant soignés des victimes des révolutionnaires ;
- personne ayant fourni du matériel à la cause.

Peuvent être également membre les descendants des soldats français ou espagnols ayant participé à la guerre d’Indépendance. 
Les femmes pouvant uniquement rejoindre l’association des « Filles de la révolution américaine ».

## Histoire

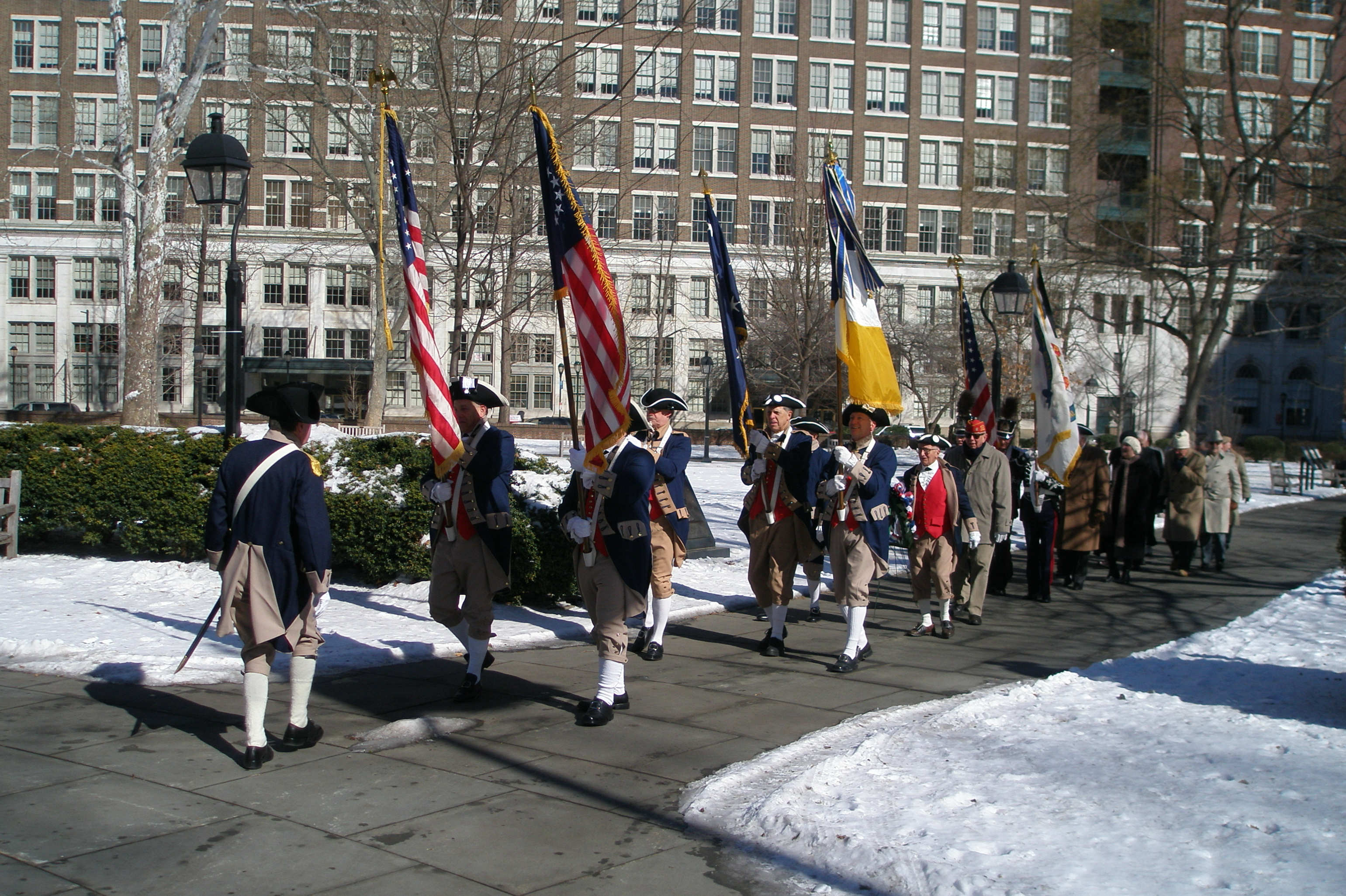
Cérémonie des SAR à Philadelphie.

Elle fut créée  à San Francisco en 1876 par des descendants de soldats ayant combattu durant la guerre d'indépendance américaine qui se réunirent  pour célébrer le centenaire de la Déclaration d'indépendance américaine. Son développement entraîna sa réorganisation le 30 avril 1889 date à laquelle elle prit son nom  actuel. Elle reçut une charte par un acte du Congrès des États-Unis le 9 juin 1906. La branche française a été créée le 19 octobre 1926. La branche suisse a été fondée en 1973 par S.E. l'ambassadeur des États-Unis en Suisse, M. Shelby Collum Davis.

## Activités
L'organisation est impliquée dans la collecte de fonds pour offrir des prix pour les étudiants dans l'enseignement supérieur. Elle préserve des sites et des documents historiques relatifs à la guerre d'indépendance des États-Unis.
Le 4 juillet, jour de la fête nationale américaine elle organise une cérémonie sur la tombe de La Fayette au cimetière de Picpus. L’ambassadeur des États-Unis en France en est membre d’honneur.
Ses buts sont de maintenir et propager :
- les institutions de la Liberté américaine ;
- le patriotisme ;
- Le respect des symboles nationaux ;
- La valeur  de la citoyenneté américaine.

## Quelques membres éminents
- George W. Bush – ancien président des États-Unis[1]
- George H.W. Bush – ancien président des États-Unis [1]
- Jimmy Carter – ancien président des États-Unis[1]
- Sir Winston Churchill – ancien Premier ministre britannique, de mère américaine.
- Calvin Coolidge – ancien président des États-Unis[1]
- Dwight D. Eisenhower – ancien président des États-Unis[1]
- Gerald Ford – ancien président des États-Unis [1]
- Ulysses S. Grant – ancien président des États-Unis[2]
- Warren Harding – ancien président des États-Unis[1]
- Benjamin Harrison – ancien président des États-Unis[1]
- Rutherford B. Hayes – ancien président des États-Unis[1]
- Herbert Hoover – ancien président des États-Unis[1]
- Lyndon B. Johnson – ancien président des États-Unis[1]
- Richard Lugar – sénateur de l'Indiana[3]
- John McCain – sénateur de l'Arizona[4]
- William McKinley – ancien président des États-Unis[1]
- George S. Patton – ancien général américain
- Franklin D. Roosevelt – ancien président des États-Unis[1]
- Theodore Roosevelt – ancien président des États-Unis[1]
- William Howard Taft – ancien président des États-Unis[1]
- Harry S. Truman – ancien président des États-Unis[1]